# O amor que não ousa dizer seu nome
O amor que não ousa dizer seu nome ("The love that dare not speak its name", no original em língua inglesa) é uma frase da linha final do poema "Two Loves" ("Dois Amantes") de Lorde Aldfred Douglas, escrita em setembro de 1892 e publicada na revista de Oxford The Chameleon em dezembro de 1894. Tornou-se expressão notável ao ser mencionada por Oscar Wilde como eufemismo ou metáfora para homossexualidade no processo em que foi condenado por atos homossexuais envolvendo sua relação com Douglas.

## Oscar Wilde
Segue a famosa citação em que Oscar Wilde cita e explica a frase no interrogatório a que foi submetido na sessão do quarto dia do segundo julgamento, em 30 de abril de 1895:
Charles Gill (promotor): O que é "o amor que não ousa dizer seu nome"?
Wilde: "O amor que não ousa dizer seu nome", neste século, é uma grande afeição de um homem mais velho por um outro mais novo, como havia entre Davi e Jônatas, tal como Platão fez a verdadeira base de sua filosofia, tal como alguém encontra nos sonetos de Michelangelo e de Shakespeare. É aquela profunda afeição espiritual que é tão pura quanto é perfeita. Ela conduz e preenche as grandes obras de arte como as de Shakespeare e Michelangelo e essas duas minhas cartas. É neste século incompreendido, tão incompreendido que pode ser descrito como "o amor que não ousa dizer seu nome", e, por causa dele, fui colocado onde estou agora. É bonita, é fina, é a mais nobre forma de afeição. Não há nada inatural nisso. É intelectual e existe repetidamente entre um homem mais velho e um mais novo, quando o mais velho tem intelecto, e o mais novo possui toda a alegria, esperança e glamour de vida diante de si. É assim que deve ser, mas o mundo não entende. O mundo o ridiculariza e às vezes coloca alguém no pelourinho por causa dele. (aplausos da galeria)